# Жінка з Кьольб'єрга
Жінка з Кьольб'єрга — найдавніша зі збережених болотяних мумій і одночасно найдревніша знахідка людських залишків на території Данії.
Жінка належала до періоду Маґлемозе, приблизно 8000 років до н.е. 
Тіло жінки було знайдене в 1941 р. в Кьольберг-Мозе в комуні Віссенбьорг (за сучасним адміністративно-територіальним поділом — в комуні Ассенс) на датському острові Фюн. Тіло було значною мірою скелетовано (без плоті), деякі фрагменти скелета були відсутніми. За даними антропології вона загинула у віці 20-25 років. Залишки жінки на сьогодні зберігаються в міському музеї міста Оденсе. Спочатку тіло потрапило в води озера, яке з часом перетворилося на болото. На кістках скелета не знайдено слідів насильницької смерті, тому припускається, що ця жінка просто втопилася через необережність.